# Rio Isère
Isère é um rio do sudeste da França com 290 km de comprimento e uma bacia hidrográfica de 11 800 km². Ele tem sua fonte na geleira das fontes do Isère, sob a Grande Aiguille Rousse, perto do passo de la Vache, na Saboia (73), e se lança no Ródano a alguns quilômetros ao norte de Valence.

## Departamentos e principais cidades atravessadas
- Saboia (73) : Val d'Isère, Bourg-Saint-Maurice, Aime, Moûtiers, Albertville, Montmélian
- Isère (38) : Pontcharra, Grenoble
- Drôme (26) : Romans-sur-Isère